# Sân bay quốc tế Penang
Sân bay quốc tế Penang (IATA: PEN, ICAO: WMKP), tọa lạc ở vùng Bayan Lepas, đông nam của Penang, Malaysia. Đây là một trong những sân bay bận rộn nhất của quốc gia này. Sân bay cách George Town, thủ phủ bang Penang, 16 km về phía nam. Được mở cửa vào năm 1935, đây là sân bay lâu đời nhất của Malaysia.
Là một sân bay chính ở khu vực phía bắc Malaysia, sân bay quốc tế Penang cung cấp các chuyến bay thường xuyên tới các thành phố lớn của châu Á như Kuala Lumpur (Malaysia), Singapore, Bangkok (Thái Lan), Jakarta (Indonesia), Hongkong (Trung Quốc), Thành phố Hồ Chí Minh (Việt Nam)... Sân bay này cũng là sân bay bận rộn thứ ba tính theo lượt khách và bận rộn thứ hai về số lượng hàng hóa thông qua tại Malaysia. Vào năm 2016, sân bay này đã đón 6.6 triệu hành khách.
Sân bay Penang là một trong những trụ sở hoạt động chính của 2 hãng hàng không giá rẻ: Firefly và AirAsia.

## Các hãng hàng không

### Hàng không vận chuyển hàng khách

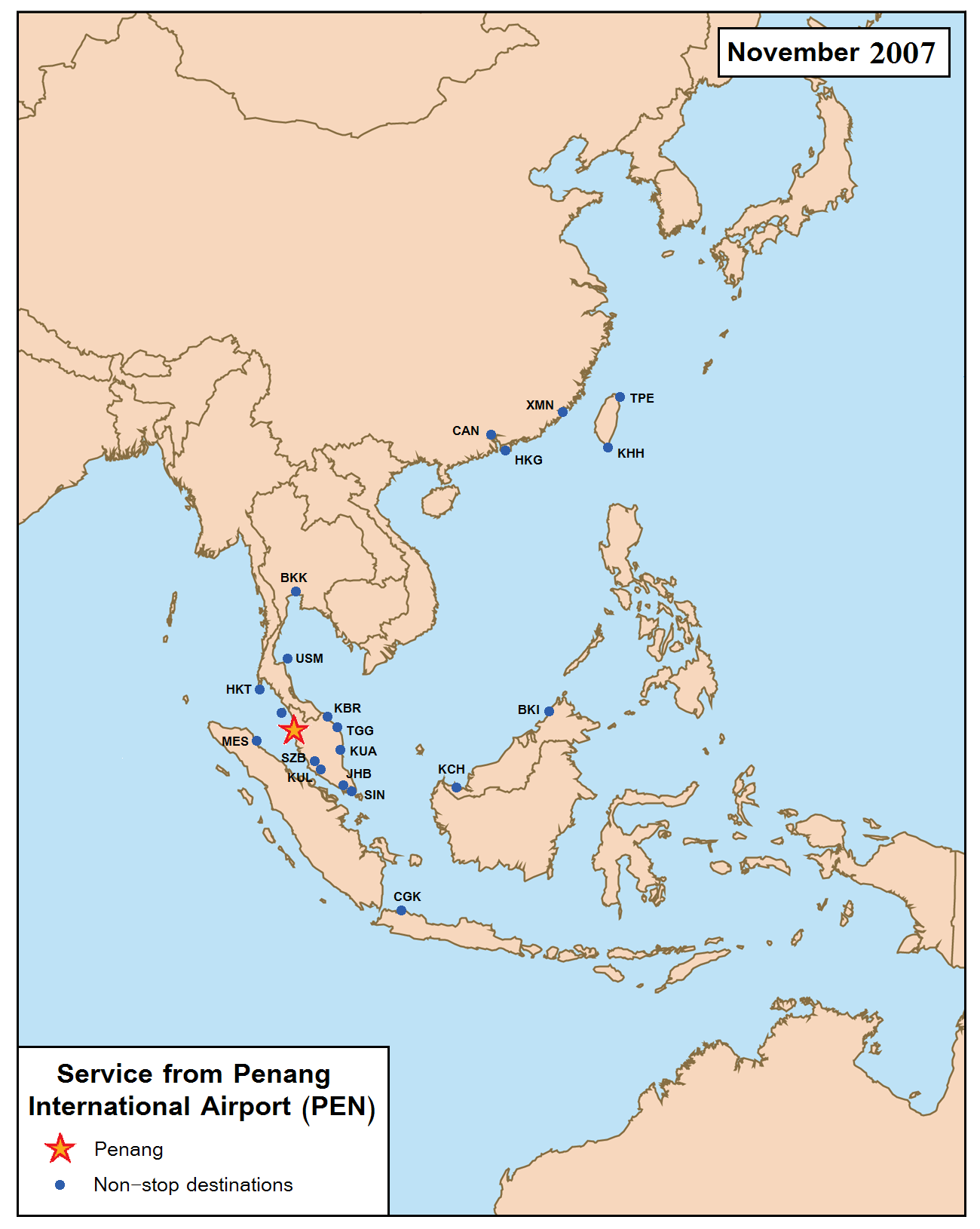
Các điểm đến của sân bay

| Hãng hàng không         | Các điểm đến |
| ----------------------- | --- |
| AirAsia                 | Tp.Hồ Chí Minh, Hà Nội, Johor Bahru, Kota Kinabalu, Kuala Lumpur-International, Kuching, Langkawi, Medan, Singapore |
| Cathay Pacific Airways  | Hong Kong |
| China Airlines          | Đài Bắc-Đào Viên |
| China Southern Airlines | Quảng Châu |
| Firefly                 | Banda Aceh, Kota Bharu, Kuala Lumpur-Subang, Langkawi, Phuket                                                       |
| Indonesia AirAsia       | Jakarta-Soekarno–Hatta, Medan, Surabaya                                                                             |
| Jetstar Asia Airways    | Singapore |
| Lion Air                | |
| Lucky Air               | Côn Minh |
| Malaysia Airlines       | Kuala Lumpur-International                                                                                          |
| Malindo Air             | Hải Khẩu, Kuala Lumpur-International, Kuala Lumpur-Subang, Malacca, Tam Á, Vũ Hán, Singapore                        |
| Silkair                 | Singapore |
| Sriwijaya Air           | Medan |
| Thai AirAsia            | Bangkok-Don Mueang                                                                                                  |
| Thai Smile              | Bangkok-Suvarnabhumi                                                                                                |
| Tiger Airways           | Singapore |
| Qatar Airways           | Doha |

### Hàng không vận chuyển hàng hóa
| Hãng hàng không      | Các điểm đến                                                                   |
| -------------------- | ------------------------------------------------------------------------------ |
| Air Hong Kong        | Hong Kong, Tp.Hồ Chí Minh                                                      |
| Cathay Pacific Cargo | Bangkok-Suvarnabhumi, Hà Nội, Hong Kong, Phnom Penh, Singapore                 |
| China Airlines Cargo | Đài Bắc-Đào Viên, Tp.Hồ Chí Minh, Manila                                       |
| EVA Air Cargo        | Đài Bắc-Đào Viên, Hong Kong, Singapore                                         |
| FedEx Express        | Bangkok-Suvarnabhumi, Quảng Châu, Kuala Lumpur-International, Đài Bắc-Đào Viên |
| Korean Air Cargo     | Jakarta-Soekarno–Hatta, Manila, Seoul-Incheon                                  |
| MASkargo             | Kuala Lumpur-International, Thượng Hải-Phố Đông, Tokyo-Narita                  |
| UPS Airlines         | Kuala Lumpur-International, Thâm Quyến                                         |